# Братська могила радянських воїнів і пам’ятний знак на честь загиблих воїнів земляків (Лебединці)
Братська могила радянських воїнів і пам’ятний знак на честь загиблих воїнів земляків — пам'ятка історії місцевого значення, що знаходиться біля церкви в с. Лебединці Андрушівського району Житомирської області. 

## Історія пам'ятки
Поховано 9 воїнів 44-ї танкової бригади, 15-ї авіаційної дивізії, 66-го стрілецького батальйону: А. Алейнова, Д. М. Болобаєва, Ф. І. Воробйова, А. Захарутіна, К. Ізмаілова, М. І. Манузіма, А. Нагруїдза, В. Пухтовілова, Ш. П. Правдивого і 6 партизанів партизанського загону під командуванням І. Богорада, що діяв у тих місцях: Д. К. Белаша, П. П. Беха, К. І. Романовського, В. Г. Філінського, А. С. Ходаківського, Ю. А. Шлапака, які загинули в боях за визволення села від німецьких окупантів у грудні 1943 р. — січні 1944 р.
У 1959 р. на могилі встановлено залізобетонну скульптуру, на постаменті з оцементованої цегли закріплено дошку з меморіальним написом. Висота скульптури — 2 м.
У 1989 р. по обидві сторони пам'ятника укладено 6 плит із сірого граніту. На п'яти плитах викарбувано прізвища похованих та 147 воїнів-земляків, які загинули в роки Другої світової війни.
9 жовтня 2014 р., до 70-річчя визволення України від німецьких загарбників, пам'ятник на братській могилі радянських воїнів та партизанів-підпільників, які загинули при визволенні с. Лебединці в роки війни, замінено. На могилі встановлено стелу.

## Опис
На чільній грані стели ображено солдата у повний зріст з автоматом в руках. Постамент прямокутний, праворуч та ліворуч стели вертикально встановлено дві подібної форми плити, на яких викарбувано 147 прізвищ воїнів-земляків. До  підніжжя постаменту горизонтально покладено плиту габро, на якій викарбувано присвятний напис та  прізвища дев’яти воїнів-визволителів, які загинули в боях за визволення села  від німецьких окупантів. Поховання обнесено декоративною огорожею.